# لوكيوس أبوليوس
لوشيوس أبوليوس  أو لوسيوس أبوليوس  أو لوكيوس أبوليوس يدعى أيضًا لوسيوس أبوليوس مادورينسيس؛ (124 - بعد 170)، كاتب نثر نوميدي باللغة اللاتينية، وفيلسوف وبليغ أفلاطوني. ولد في ولاية نوميديا الرومانية، في مدينة مادوروس البربرية، مداوروش الحديثة، الجزائر. درس الأفلاطونية في أثينا، وسافر إلى إيطاليا وآسيا الصغرى ومصر، وكان مطلعًا على العديد من الطوائف أو الألغاز. أشهر حادثة في حياته كانت عندما اتُهم باستخدام السحر لجذب انتباه (وثروة) أرملة ثرية. ردًا على ذلك ألقى خطابًا ثم وزع دفاعه أمام القنصل ومحكمة القضاة المنعقدة في صبراتة، بالقرب من أويا (طرابلس الحالية، ليبيا). وهو ما يُعرف باسم الاعتذار.
أشهر أعماله هي روايته الشطارية الكوميدية الزرقاء "التحولات"، والمعروفة أيضًا باسم "الحمار الذهبي". وهي الرواية اللاتينية الوحيدة التي نجت بكاملها. تروي مغامرات بطل الرواية (لوسيوس) الذي يقوم بتجارب السحر ويتحول عن طريق الخطأ إلى حمار. يمر لوسيوس بمغامرات مختلفة قبل أن تعيده الإلهة إيزيس إلى إنسان.

## تاريخ
ولد في حوالي عام 125م، في مدينة مادور، والتي يطلق عليها اليوم مداوروش في ولاية سوق أهراس، الجزائر. كان يسمي نفسه في مخطوطاته أحيانا «أبوليوس المادوري الأفلاطوني» و «الفيلسوف الأفلاطوني» أحيانا أخرى. يعتبر صاحب أول رواية في التاريخ وتوفي سنة 170 م
وكان والده أحد الرجلين المشرفين على حكم المدينة لذا ورث ابوليوس ثروة محترمة استغلها في اسفاره المتعددة
كتب رواية التحولات أو التغيّرات باللغة اللاتينية القديمة، وهي الرواية الوحيدة بتلك اللغة التي لها نسخة محفوظة بحالة سليمة. وُيطلق على الرواية أيضًا الحمار الذهبي. وقد كتبت في 11 جزءًا، بأسلوب طغى عليه التعقيد والمحسنات اللفظية. وتتعرّض لمغامرات شاب يُدْعَى «لوسيوس» شاءت الصدف أن يُمسخ حمارًا. فصار يتنقَّل من مكان إلى مكان، وهو يُمعْن النظر في غباء البشر وقسوتهم. وأخيرًا تنجح الإلهة المصرية إيزيس في إعادته إلى هيئته البشرية. وتحتوي الرواية على العديد من الحكايات القصيرة، أشهرها قصة كِيُوبيد وبْسيشة.

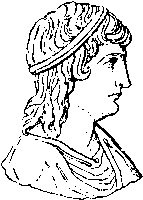
أبوليوس المادوري الأفلاطوني

تتناول بعض كتاباته المحفوظة الأخرى السحر والخطابة والفلسفة، ويعد كتابه الحمار الذهبي أقدم نص روائي مكتوب في تاريخ الرواية الإنسانية.
بين عامي 143م حتى 150 م سافر بين مدن ساموس وهيرابولس وروما عاصمة الإمبراطورية الرومانية وزار أيضا آسيا الصغرى وبلاد المشرق والإسكندرية في مصر، ثم استقرّ في أويا (طرابلس) ممارساً للطب، «وتزوج ليبيّةً تدعى إميليا بودنتيلا، إلا أن أقرباءها اتهموه بالسحر، طمعاً في ثروة زوجته الغنية، وطالبوا بمحاكمته، وكانت عقوبة السحر في القانون الرومان هي الإعدام، فأعدّ لمحاكمته» مرافعة صبراتة «ساخراً من خصومه حيناً، مجلاً هيئة القضاء حينا آخر، أو مسترسلاً في شرح أساليب التجربة العلمية في الطب أو الفيزياء أو البصريات، محولاً الاتهام إلى عمل صادر عن جهل وانعدام معرفة، وجاعلاً مرافعته واحدة من أشهر القطع الأدبية في تاريخ إفريقيا الرومانية. ثم استقر» أبوليوس«في قرطاج متدرّجاً في الكهنوت، حتى سُمي كاهناً أكبر للمدينة وراعياً لمجلس الولاية، ومسؤولاً عن إقامة الشعائر والطقوس العامة. ثم انصرف إلى كهانة معبد الإله أسقليبيوس في معبد الإله الكنعاني أشمون، المقام على ربوة بِرصا. وكان» أبوليوس«إلى جانب لغته اللوبية ومعرفته باللغة القرطاجية يكتب أو يقف خطيباً باللغتين الإغريقية واللاتينية. روي عنه أنه قال:» إني لأنهض بالأمر كله على السواء باللسان الإغريقي أو اللاتيني بنفس الإقبال والوثوق وبنفس الجد وبنفس الطراز والأسلوب«. وقال:» أمبيدوقل ينظم القصائد، وأفلاطون يصنّف المحاورات، وسقراط يضع الأناشيد، وأبيكاروس يصنّف مشاهد التمثيل الإيمائي، وكسينوفون يؤلف القصص التاريخية، وغراتس يصنع الأهاجي، أما صاحبكم أبوليوس، فهو يجمع كل هذه الأصناف ويتعامل مع ربات الفنون التسع«. وقد انعزل أبوليوس عن الحياة العامة منذ 164، ولا تعرف نهايته على وجه التحديد».

## مؤلفات أبوليوس

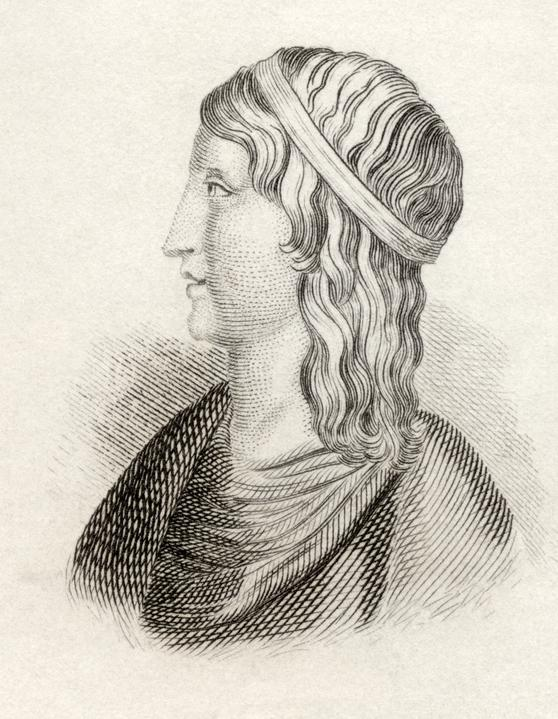
لوكيوس أبوليوس

1. قصة التحول أو المسخ المشهور باسم (الحمار الذهبي) وهي أقدم رواية لاتينية.
2. أربع كتاب الأزاهير أو (المقتطفات) وهي مجموعة أقوال وقصص وحكايات في اربع اجزاء.
3. كتابين عن تعاليم أفلاطون.
4. كتاب عن وحي سقراط.
5. كتاب عن العالم.
6. كتاب النوادر وهو مجموعة قصائد قصيرة.
7. كتاب أقاصيص يحمل مجموعة قصص ومغامرات وغرام.
8. كتاب قضايا الطبيعية.
9. كتاب الأسماك.
10. كتاب الاشجار.
11. كتاب الريف.
12. كتاب تطبيبات.
13. كتاب الفلك.
14. كتاب رياضيات.
15. كتاب الموسيقى.
16. كتاب الفلسفي (الجهورية).
17. كتاب الفلسفي (فيدون).
18. رواية (هيرماغورس)

## روابط خارجية
- لوكيوس أبوليوس على موقع الموسوعة البريطانية (الإنجليزية)
- لوكيوس أبوليوس على موقع إن إن دي بي (الإنجليزية)
- لوكيوس أبوليوس على موقع ديسكوغز (الإنجليزية)